# Primera Divisió 2018-2019
La Primera Divisió 2018-2019 è stata la 24ª edizione della massima serie del campionato andorrano di calcio. La stagione ufficiale è iniziata il 16 settembre 2018 e si è concludsa il 19 maggio 2019. L'FC Santa Coloma era la squadra campione in carica ed ha riconfermato la vittoria, conquistato il suo dodicesimo titolo.

## Stagione

### Novità
Al termine della passata stagione, il Penya Encarnada , ha chiuso all'ultimo posto ed è stato retrocesso in Segona Divisió. Al suo posto è stato promosso l'Ordino, campione della Segona Divisió 2017-2018.

### Formula
Al campionato, diviso in una fase di stagione regolare e in una fase di play-off, prendono parte otto club. Durante la stagione regolare le squadre si affrontano tre volte per un totale di 21 partite.
Al termine di questa fase le prime quattro classificate disputano fra loro un girone di play-off con gare di andata e ritorno.
Le ultime quattro classificate del campionato si affrontano invece fra loro in un girone di play-out per stabilire le due retrocessioni: l'ultima classificata è retrocessa direttamente in Segona Divisió mentre la penultima sfida la seconda classificata del campionato di Segona Divisió per ottenere l'ultimo posto disponibile nella massima serie.
Le squadre qualificate alle coppe europee sono tre: la vincente si qualifica per il turno preliminare dell'UEFA Champions League 2019-2020, la seconda classificata e la vincitrice della Copa Constitució 2018-2019 si qualificano per il turno preliminare della UEFA Europa League 2019-2020.

## Squadre partecipanti
| Squadra         | Città               | Stadio                            | Stagione precedente         |
| --------------- | ------------------- | --------------------------------- | --------------------------- |
| Encamp          | Encamp              | Camp de Futbol d'Encamp           | 7º posto in Primera Divisió |
| Engordany       | Escaldes-Engordany  | Estadi Comunal d'Andorra la Vella | 2º posto in Primera Divisió |
| FC Santa Coloma | Santa Coloma        | Estadi Comunal d'Andorra la Vella | Campione d'Andorra          |
| Inter Escaldes  | Escaldes-Engordany  | Estadi Comunal d'Andorra la Vella | 6º posto in Primera Divisió |
| Lusitans        | Andorra la Vella    | Estadi Comunal d'Andorra la Vella | 4º posto in Primera Divisió |
| Ordino          | Ordino              | Centre d'Entrenament de la FAF 1  | 1º posto in Segona Divisió  |
| Sant Julià      | Sant Julià de Lòria | Estadi Comunal d'Aixovall         | 3º posto in Primera Divisió |
| UE Santa Coloma | Santa Coloma        | Estadi Comunal d'Andorra la Vella | 5º posto in Primera Divisió |

## Classifica
|  | Pos. | Squadra         | Pt | G  | V  | N | P  | GF | GS | DR  |
|  | ---- | --------------- | -- | -- | -- | - | -- | -- | -- | --- |
|  | 1.   | Sant Julià      | 45 | 21 | 13 | 6 | 2  | 42 | 16 | +26 |
|  | 2.   | FC Santa Coloma | 43 | 21 | 12 | 7 | 2  | 31 | 11 | +20 |
|  | 3.   | Inter Escaldes  | 40 | 21 | 12 | 4 | 5  | 30 | 21 | +9  |
|  | 4.   | Engordany       | 31 | 21 | 8  | 7 | 6  | 26 | 24 | +2  |
|  | 5.   | Ordino          | 23 | 21 | 7  | 2 | 12 | 27 | 32 | -5  |
|  | 6.   | UE Santa Coloma | 21 | 21 | 5  | 6 | 10 | 24 | 28 | -4  |
|  | 7.   | Lusitans        | 19 | 21 | 5  | 4 | 12 | 21 | 38 | -17 |
|  | 8.   | Encamp          | 10 | 21 | 2  | 4 | 15 | 16 | 47 | -31 |

Legenda:
      Ammesse ai play-off
      Ammesse ai play-out
Note:
Tre punti a vittoria, uno a pareggio, zero a sconfitta.
La classifica viene stilata secondo i seguenti criteri:
- Punti conquistati
- Punti conquistati negli scontri diretti
- Differenza reti negli scontri diretti
- Reti realizzate negli scontri diretti
- Differenza reti generale
- Reti totali realizzate

### Risultati
|                 | Enc     | Eng     | FCS     | ICE     | Lus     | Ord     | SJu     | UES     |
| --------------- | ------- | ------- | ------- | ------- | ------- | ------- | ------- | ------- |
| Encamp          | –––     | 0-1 2-2 | 1-3     | 0-2 1-1 | 0-3     | 2-0     | 1-2     | 0-1 1-1 |
| Engordany       | 3-0     | –––     | 0-2     | 1-0     | 1-1 5-0 | 1-0 1-2 | 1-4 0-2 | 2-1     |
| FC Santa Coloma | 3-0 1-0 | 0-0 1-1 | ––-     | 3-1     | 0-0 2-0 | 1-0     | 0-0     | 1-2 2-1 |
| Inter Escaldes  | 3-1     | 0-2 0-0 | 1-0 1-1 | –––     | 2-1 2-1 | 2-1     | 0-1 2-1 | 1-0     |
| Lusitans        | 1-1 0-1 | 4-0     | 1-4     | 0-3     | –––     | 2-0 1-5 | 0-1 0-3 | 1-2     |
| Ordino          | 3-1 4-0 | 2-1     | 0-2 1-2 | 1-2 1-3 | 1-3     | –––     | 0-0     | 2-1 0-1 |
| Sant Julià      | 4-2 4-2 | 1-1     | 1-1 0-2 | 3-0     | 5-0     | 1-1 3-0 | –––     | 1-1 2-1 |
| UE Santa Coloma | 5-0     | 0-0 2-3 | 0-0     | 1-1 1-3 | 0-2 0-0 | 2-3     | 1-3     | –––     |

## Seconda fase
Le squadre mantengono i punti conquistati nella prima fase.

### Play-off

#### Classifica
|                    | Pos. | Squadra         | Pt | G  | V  | N | P  | GF | GS | DR  |
| ------------------ | ---- | --------------- | -- | -- | -- | - | -- | -- | -- | --- |
| Andorra (bandiera) | 1.   | FC Santa Coloma | 54 | 27 | 15 | 9 | 3  | 41 | 18 | +23 |
|                    | 2.   | Sant Julià      | 53 | 27 | 15 | 8 | 4  | 52 | 26 | +26 |
|                    | 3.   | Inter Escaldes  | 51 | 27 | 15 | 6 | 6  | 39 | 27 | +12 |
|                    | 4.   | Engordany       | 33 | 27 | 8  | 9 | 10 | 30 | 34 | -4  |

Legenda:
      Campione di Andorra e ammessa alla UEFA Champions League 2018-2019
      Ammessa alla UEFA Europa League 2018-2019
Note:
Tre punti a vittoria, uno a pareggio, zero a sconfitta.
La classifica viene stilata secondo i seguenti criteri:
- Punti conquistati
- Punti conquistati negli scontri diretti
- Differenza reti negli scontri diretti
- Reti realizzate negli scontri diretti
- Differenza reti generale
- Reti totali realizzate

#### Risultati
|                 | Eng | FCS | ICE | SJu |
| --------------- | --- | --- | --- | --- |
| Engordany       | ––– | 0-1 | 1-1 | 2-2 |
| FC Santa Coloma | 2-1 | ––– | 1-1 | 3-1 |
| Inter Escaldes  | 1-0 | 2-1 | ––– | 2-0 |
| Sant Julia      | 3-0 | 1-1 | 3-2 | ––– |

### Play-out

#### Classifica
|  | Pos. | Squadra         | Pt | G  | V  | N | P  | GF | GS | DR  |
|  | ---- | --------------- | -- | -- | -- | - | -- | -- | -- | --- |
|  | 5.   | Ordino          | 33 | 27 | 10 | 2 | 15 | 34 | 39 | -5  |
|  | 6.   | UE Santa Coloma | 32 | 27 | 8  | 8 | 11 | 33 | 32 | +1  |
|  | 7.   | Lusitans        | 21 | 27 | 5  | 6 | 16 | 22 | 46 | -24 |
|  | 8.   | Encamp          | 20 | 27 | 5  | 5 | 17 | 24 | 53 | -29 |

Legenda:
 Ammessa allo spareggio promozione-retrocessione
      Retrocessa in Segona Divisió 2019-2020
Note:
Tre punti a vittoria, uno a pareggio, zero a sconfitta.
La classifica viene stilata secondo i seguenti criteri:
- Punti conquistati
- Punti conquistati negli scontri diretti
- Differenza reti negli scontri diretti
- Reti realizzate negli scontri diretti
- Differenza reti generale
- Reti totali realizzate

#### Risultati
|                 | Enc | Lus | Ord | UES |
| --------------- | --- | --- | --- | --- |
| Encamp          | ––– | 1-0 | 4-1 | 0-2 |
| Lusitans        | 1-1 | ––– | 0-1 | 0-0 |
| Ordino          | 1-0 | 3-0 | ––– | 1-2 |
| UE Santa Coloma | 1-2 | 2-0 | 3-1 | ––– |

### Spareggio
Lo spareggio per un posto in Primera Divisió viene giocato tra la terza classificata dei play-out e la seconda classificata ai play-off promozione della Segona Divisió.
|          |                 |          | Città e data                     |
| -------- | --------------- | -------- | -------------------------------- |
| Carroi   | 1 - 0           | Lusitans | Andorra la Vella, 22 maggio 2019 |
| Lusitans | 1 - 0 (2-4 dtr) | Carroi   | Andorra la Vella, 29 maggio 2019 |